# En kvinnas uppbrott
En kvinnas uppbrott (franska: La Clef des champs) är en fransk dramaserie som sändes på France 2 under 1998. Serien handlar om 40-åriga Colombe som är en framgångsrik kvinna i ett storföretag i Paris. Hon har skilt sig från sin man och tar på dagarna hand om sina två barn Vanessa och Laurent. Efter att Colombe far dör flyttar hon hem till sin hemstad för att ta hand om hans företag där hon också konfronteras med sitt gamla liv i byn.

## Rollista
- Christine Boisson som Colombe
- Catherine Rouvel som Marie Bosc
- Wladimir Yordanoff som Antoine Pujol
- Thérèse Liotard som Dominique Pujol
- Jean-Claude Dauphin som Jean-Pierre Genest
- Amandine Chauveau som Vanessa Delecourt
- Mathieu Delarive som Paul Bosc
- Sophie Barjac som Sandrine Crozade
- Hubert Saint-Macary som Florian Delecourt
- Pierre-Loup Rajot som Sylvain Delpech
- Armand Meffre som Anselme Bosc
- Anouk Ferjac som Nicole Delheure
- Roger Carel som Rieux
- Dora Doll som Jeanne
- Anne-Charlotte Pontabry som Nadège
- Anik Danis som Sylviane Espitalier